# Tiertex Design Studios
Tiertex Design Studios était un studio de développement de jeux vidéo fondé en 1987 et basé à Manchester.
L'entreprise a collaboré avec la plupart des grands éditeurs de jeux vidéo, de manière notable sur des activités de portages. Elle a développé plus de 200 titres, dont de nombreux sous licence de sociétés telles que THQ et Disney Interactive.
Plus tard, l'entreprise éprouve des difficultés à s'adapter au passage à la septième génération de consoles de jeux vidéo et se tourne donc vers le développement de cartes de développement USB et d'écrans à des fins industrielles. La société ferme ses portes en 2021.

## Ludographie
- 1990 : Paperboy sur Master System
- 1990 : Gauntlet sur Master System
- 1990 : Impossible Mission sur Master System
- 1990 : Indiana Jones and the Last Crusade sur Master System
- 1991 : Ms. Pac-Man sur Master System
- 1991 : Super Kick-Off sur Master System et Megadrive
- 1991 : Strider sur Master System
- 1991 : Ace of Aces sur Master System
- 1991 : Heroes of the Lance sur Master System
- 1991 : Mercs sur Master System
- 1992 : Flashback sur 3DO et Super Nintendo
- 1992 : Indiana Jones and the Last Crusade sur Megadrive
- 1992 : Strider II sur Master System et Megadrive
- 1992 : Olympic Gold sur Master System et Megadrive
- 1993 : FIFA International Soccer sur sur Master System
- 1993 : International Rugby Challenge sur Megadrive
- 1993 : Winter Olympics sur Master System et Megadrive
- 1994 : World Cup USA '94 sur Game Boy
- 1996 : NBA Live 96 sur Game Boy
- 1996 : Pocahontas sur Game Boy
- 1996 : Toy Story sur Game Boy
- 1996 : Disney's The Hunchback of Notre Dame
- 1996 : Olympic Summer Games sur Game Boy, Megadrive et Super Nintendo
- 1996 : FIFA 97 sur Game Boy
- 1996 : Madden NFL '97 sur Game Boy
- 1996 : NBA Live 96 sur Game Boy
- 1997 : Hercule sur Game Boy
- 1997 : FIFA: Road to World Cup 98
- 1998 : Mulan sur Game Boy
- 1998 : Small Soldiers sur Game Boy
- 1998 : NBA Live 98 sur Mega Drive et Super Nintendo
- 1998 : World Cup 98 sur Game Boy
- 1999 : 1 001 Pattes sur Game Boy Color
- 1999 : Toy Story 2 sur Game Boy Color
- 1999 : NHL 2000 sur Game Boy Color
- 1999 : Madden NFL 2000 sur Game Boy Color
- 2000 : F1 Championship : Saison 2000 sur Game Boy Color
- 2000 : FIFA 2000 sur Game Boy Color
- 2001 : Stuart Little : La Folle Escapade sur Game Boy Color
- 2001 : Toy Story Racer sur Game Boy Color
- 2002 : Ace Lightning sur Game Boy Advance
- 2002 : Lego Soccer Mania sur Game Boy Advance